# Thesium hispanicum
Thesium hispanicum är en sandelträdsväxtart som beskrevs av Radovan Hendrych. Thesium hispanicum ingår i släktet spindelörter, och familjen sandelträdsväxter. Inga underarter finns listade i Catalogue of Life.